# جوان برودهيرست
جوان برودهيرست (بالإنجليزية: Joanne Broadhurst)‏ (27 نوفمبر 1967 بدونكاستر في المملكة المتحدة - ) هي لاعبة كرة قدم بريطانية في مركز الوسط. شاركت مع منتخب إنجلترا لكرة القدم للسيدات. أما مع النوادي، فقد لعبت مع نادي أرسنال للسيدات وCharlton Athletic W.F.C. ‏ وDoncaster Rovers Belles L.F.C. ‏ وRotherham United F.C. Women ‏.